# Funningsfjørður
A Funningsfjørður egy fjord Feröeren.

## Földrajz
Eysturoy északkeleti részén található, és mélyen benyúlik a sziget belsejébe.
A Funningsfjørður partján fekvő települések (észak felől az óramutató járásával ellentétes irányban): Funningur az északnyugati parton, Funningsfjørður a fjord végénél, valamint Elduvík a délkeleti parton.